# Boulin
Boulin ist eine französische Gemeinde mit 300 Einwohnern (Stand 1. Januar 2022) im Département Hautes-Pyrénées in der Region Okzitanien (zuvor Midi-Pyrénées) in den Vor-Pyrenäen.

## Geografie
Boulin liegt etwa fünf Kilometer nordöstlich der Stadt Tarbes. Im Norden befindet sich die Gemeinde Oléac-Debat.

## Demographie
| Einwohner                                                  | 87 | 94 | 101 | 240 | 253 | 280 |
| Ab 1962 offizielle Zahlen ohne Einwohner mit Zweitwohnsitz |    |    |     |     |     |     |